# Vulaines-lès-Provins
Vulaines-lès-Provins är en kommun i departementet Seine-et-Marne i regionen Île-de-France i norra Frankrike. Kommunen ligger i kantonen Provins som tillhör arrondissementet Provins. År 2022 hade Vulaines-lès-Provins 75 invånare.

## Befolkningsutveckling
Antalet invånare i kommunen Vulaines-lès-Provins
| Referens: INSEE |